# Smeringopus madagascariensis
Smeringopus madagascariensis là một loài nhện trong họ Pholcidae. Loài này được phát hiện ở Madagascar.